# Rödknot
Rödknot (även kallad "fenknot" eller "röd knorrhane") (Chelidonichthys cuculus) är en bottenfisk i familjen knotfiskar (Triglidae) som finns längs östra Atlantkusten. Ovanlig i Norge, tillfälligt påträffad i Sverige och Danmark.

## Utseende
Rödknoten är en långsträckt fisk med benklätt, kantigt huvud som har benutskott framför ögonen. Kroppen är röd med skära till silverfärgade fläckar. Den främre delen av buken saknar fjäll. I övrigt är buken blek. Fjällen från sidolinjen och uppåt bildar vertikala ribbor. Den har två ryggfenor, en främre med 9 till 10 taggstrålar, och en bakre med 17 till 18 mjukstrålar. De tre nedersta taggstrålarna på bröstfenorna är fria och försedda med sinnesorgan.
När den fångas, kan rödknoten ge ett kväkande ljud ifrån sig. Som mest kan den bli 50 cm lång och väga 0,9 kg.  

## Vanor
Arten är en havslevande bottenfisk som vistas på 15 till 400 meters djup (vanligtvis 30 – 250 meter). Den föredrar sand-, grus- och klippbottnar där den fångar bottenlevande kräftdjur, olika ryggradslösa bottendjur samt fiskar.
Leken äger rum vid Brittiska öarna i april till juni. Äggen kläcks efter omkring en vecka.

## Utbredning
Rödknoten finns i östra Atlanten från västra Brittiska öarna, mindre vanligt från Norge, över Medelhavet (troligen inklusive Svarta havet), Madeira och Azorerna till Mauretanien. Den är tillfällig i Danmark och Sverige.